# 平清香
平 清香（たいら　きよか、1984年6月24日 - ）は、日本のAV女優。アロハプロモーション所属。
趣味・特技:ポエム、陸上。

## 略歴・人物
秋田県出身。2009年11月、アダルトビデオメーカー・kawaii*の専属女優としてAVデビュー。デビュー当時の芸名は鈴木 きあら（すずき きあら）で、所属事務所はROSARIO。
当時は生年月日を1990年7月7日と、バストを81cmとしていた。翌年2月からは、専属を離れ同じアウトビジョングループのMOODYZやPREMIUMの作品に出演。
2010年9月25日の公式ブログで、当月で引退することを発表。
2011年に「美空あいり（みそら あいり）」（エルプロモーション所属）の芸名で活動するが短期間で終える。
2014年より「愛加あみ（まなか あみ）」として3度目のAV復帰。

## 出演作品

### アダルト作品

#### 「鈴木きあら」名義
2009年
- 新人!kawaii*専属デビュ→ハニカミ笑顔の箱入り娘☆（11月25日、kawaii*）
- LOVE♥ドッピュン!! メガ顔射スペシャル!（12月25日、kawaii*）

2010年
- 学校でセックchu☆（1月25日、kawaii*）
- 激ピストン絶叫FUCK（2月13日、MOODYZ）
- 精飲M女 （3月13日、MOODYZ）
- 鈴木きあらが100%彼女目線でアナタとHな同棲生活。（5月7日、PREMIUM）
- 家庭教師は女子大生（6月7日、PREMIUM）
- 放尿、潮吹き、大失禁。（7月7日、PREMIUM）
- 鈴木きあらの犯され願望。 絶叫、輪姦、オルガズム。（8月7日、PREMIUM）
- 真性中出し。（10月1日、MOODYZ）
- 女教師の濡れた下着（11月1日、MOODYZ）
- 嫁の連れ子とヤルために再婚した俺。（12月1日、MOODYZ）

2011年
- ぶっかけ部屋（1月13日、MOODYZ）
- 完全燃焼激ハード 初パイパン・ぶっかけ・中出し・ゴックン・大乱交AV引退スペシャル（2月1日、MOODYZ）

#### 「美空あいり」名義
2011年
- 白衣の天使と性交（7月15日、ドリームチケット）
- 私、犯されました… 夫の目の前で（8月20日、ヒビノ）
- お仕事中のお姉さんは職場で制服のままM男の乳首をイジるのがお好き（9月5日、ドリームチケット）
- 奴隷パーティー（9月7日、アタッカーズ）
- 童貞クリニック（9月22日、SODクリエイト）
- 赤ちゃん出来てもいいから中に出して（10月6日、グローリークエスト）
- 超激似!! 演技派リ○゛ウ○ド女優 まさかのAVデビュー!?（10月20日、SODクリエイト）
- 甘える女の愛しいセックス（11月17日、グローリークエスト）

#### 「愛加あみ」名義
2014年
- 愛情あふれだす精飲… ごっくん義母。（8月7日、ヴィーナス）
- 近親［無言］相姦 家の中にお父さんがいるのよ…（9月1日、ヴィーナス）
- 姉を犯す弟による姉弟相姦SEX隠し撮り投稿映像（9月5日、sister）
- 入浴中の姉を襲い風呂場でレイプする弟の投稿映像 裸で交わる姉弟相姦の一部始終（9月19日、S-CRIME）
- 泥酔して帰って来た姉を犯す弟の投稿映像 家庭内盗撮映像（10月17日、sister）
- 妄想電マ悶絶オフィス（10月25日、アロマ企画）
- バツイチ美人の蕩けるSEX 引き締まったアスリートボディを、1泊2日でタップリと味わう…。（11月13日、オーロラプロジェクト）
- 全裸角オナニー 4（11月13日、アロマ企画）
- パンスト半脱ぎ フェティシズム（12月25日、アロマ企画）
- 月刊 スレンダー淫女 VOL.1（12月25日、Close Market）

2015年
- あなただけに語りかけ! 超変態淫乱人妻9人! オマ●コぴちゃぴちゃ 指入れ自画撮り投稿オナニー（1月9日、GLAY'z）※Onafes（オナフェス）グランプリ2015 エントリー作品
- 美微乳 愛加あみ（1月20日、カリビアンコム）
- キスからはじまる母と息子の愛情、密着、濃厚セックス（3月7日、ヴィーナス）
- 亀頭メンテナンス（3月13日、アロマ企画）
- キミだけに語りかけ! ロリ校生19人! オマ●コぴちゃぴちゃ 指入れ自画撮りオナニー 4時間DX vol.11（4月3日、ロリ専科）
- 定年退職してヒマになったドスケベ義父の嫁いぢり（4月7日、ヴィーナス）
- 所持金ゼロ！微乳ヒッチハイク！（4月17日、カリビアンコム）
- 女教師in… ［脅迫スイートルーム］（8月1日、ドリームチケット）

#### 「平清香」名義
2015年
- 貞操観念がユル過ぎる 睡眠・食事に性欲処理は当たり前 SEXの敷居が低い家族（11月2日、プレステージ）

2016年
- 人妻腸内洗浄エステ2（1月15日、ピーターズ）他出演:片瀬仁美・大見はるか
- デリヘル呼んだら姉が来た 結果、お店に内緒で中出し本番セックスする事になる2（4月1日、グレイズ）
- バーチャル淫語 高速ピストンマン汁垂れオナニー（4月19日、ゑびすさん）
- 登場人物は全員男性だけど、演じるのは全員女優 ～忍者特捜隊バードメン～（5月27日、ギガ）
- セクシャルダイナマイトヒロイン20 魔装の邪悪な誘惑（6月10日、ZENピクチャーズ）
- 義妹にレズられて…。～欲求不満な妻の為に仕掛けた夫の奇策～（7月1日、U＆K）
- 敏感な勃起乳首を舐めるレズ9（7月19日、ゑびすさん）
- ベロフェラディルド（8月1日、ゑびすさん）
- 新・歌舞伎町 整体治療院60 AV女優が来店して色々あって大変なコトになっちゃいましたSP（8月12日、ゴーゴーズ）
- スーパーヒロイン絶望（9月9日、ギガ）他出演:あやね遥菜
- 相席居酒屋でナンパした仲良し2人組をお持ち帰り。コソコソHしていると隣の部屋にいるガードの堅い女友達はヤラせてくれるか 其の拾（11月1日、変態紳士倶楽部）
- VS 美聖女仮面プリンシパル&アドミラルウーマン（11月11日、ギガ）
- ラグジュTV×PRESTIGE PREMIUM 04（11月25日、プレステージ）

2017年
- 母親のおかげでママ友と毎日エッチなことをしています。ひきこもり息子の命令に絶対服従する母。外に出たくないけど人一倍性欲がある息子の命令でAVをレンタルしに行かされたり、挙げ句の果てには手コキやフェラまでしてお世話をする母。（1月7日、Hunter）
- 社会人になったばかりだけど、昨今の世の中の荒波ってちょっと…。なんか人と違う事がしたいからリクルートスーツ着たままAV出演！ Vol.2（5月3日、F＆A）
- 久し振りに実家に戻ってきた都会暮らしのスレンダー叔母たちがスケベすぎてヤバい！モデルのような長い手足やキュッとくびれたウエスト。そして美し過ぎるお尻のラインを見て勃起するボクを子供扱いするのかと思いきや元気すぎる下半身に興味津々の叔母たち！（5月7日、Hunter）
- A～Bカップ限定！貧乳合コン大乱交（5月13日、セレブの友）
- 憧れの先生が上はスーツ、下はブルマでオナニー！？いつもボクに優しくて美人な先生のオナニー姿を見てしまった！しかもブルマ姿で色んな所に擦りつけまくり！！（6月1日、SOSORU×GARCON）
- ビジネスホテルで出会った人妻整体師 欲求不満な人妻は他人棒にハマる！？（9月21日、F＆A）
- 近親相汗 「火照る肉体、蒸れた子宮、ガマンできない親子の本能」（11月13日、VENUS）

2018年
- 母親のおかげでママ友と毎日エッチなことをしています。ひきこもり息子の命令に絶対服従する母。外に出たくないけど人一倍性欲がある息子の命令でAVをレンタルしに行かされたり、挙げ句の果てには手コキやフェラまでして…連れてこれないなら今日もママに中出しするからねVer（1月7日、Hunter）
- 妊活のため一ヶ月の禁欲生活をして溜めた僕の濃厚精子をすぐに横取りしてしまう困った嫁の母 今夜こそ嫁を孕ませるぞと思っていても溜まりすぎて4（3月7日、VENUS）
- 夜勤中の人妻看護師覗き No8（3月10日、ホットエンターテイメント）
- 熟女レズ発情 人妻の欲情と女盛りの肉体（4月7日、Mellow Moon）
- センズリ鑑賞会 恥じらい素人娘に見せつけちゃいました No30（4月10日、ホットエンターテイメント）
- 熟女レズ発情 濃厚4名 人妻の痴情（6月7日、Mellow Moon）
- 母親のおかげでママ友と毎日エッチなことをしています。ひきこもり息子の命令に絶対服従する母。外に出たくないけど人一倍性欲がある息子の命令でAVをレンタルしに行かされたり、挙げ句の果てには手コキやフェラまでして…出来ないなら今日もママに中出しするからねVer.2（6月7日、Hunter）
- 女教師に精子を搾り取られた父とボク 学校から呼び出され、父とボク2人だけで待っているとインテリ女教師がやって来て説教開始！すると説教しながら女教師が近づいてきて父の机に座り黒ストッキングの足を何度も組み替える！（7月12日、SOSORU×GARCON）
- 「おばさんを酔わせてどうするつもり？」若い男女で溢れ返る相席居酒屋で一人呑みしている熟女を狙い撃ちで口説いてお持ち帰り！寂しさと欲求不満が募った素人奥さんの乾いたカラダはよく濡れる！！VOL.14（7月12日、センタービレッジ）
- 母親のおかげで同級生と毎日エッチなことをしています。ひきこもりの息子の命令に絶対服従する母。引きこもりのボクの家には時々クラスの委員長などがやって来ます（8月19日、Hunter）
- お母さんの玩具になった僕 魅惑の美義母はチ○コ狂い（9月7日、ルビー）

### イメージDVD
- 美女秘湯めぐり 水上温泉編（2010年5月28日、マーレーインターナショナル）
- ヒーリングエロス 女神たちのやすらぎのひととき 第三章（2021年7月28日、アイシス）他出演：葵百合香、春菜はな、一条綺美香、並木塔子、桜井ゆみ、小日向まい、浜波乃、円城ひとみ、森下美緒

## 出演

### オリジナルビデオ
- 偽装夫婦（2020年2月29日、エー・ビー・エンターテイメント）清香役 ※各プラットフォームでの動画配信のみ